# Hypena sulalis
Hypena sulalis är en fjärilsart som beskrevs av Walker 1866. Hypena sulalis ingår i släktet Hypena och familjen nattflyn. Inga underarter finns listade i Catalogue of Life.